# Xavier Vallat
Xavier Joseph Vallat (Villedieu, 23 dicembre 1891 – Annonay, 6 gennaio 1972) è stato un avvocato, giornalista e politico francese.
Vicepresidente del gruppo parlamentare della Fédération républicaine
 
negli anni '30, passò dalla destra all'estrema destra. Il suo nome rimane legato alle politiche antisemite in Francia durante l'occupazione tedesca. Dal 1941 al 1942 fu commissario generale per le questioni ebraiche
 
del governo di Vichy.

## Biografia
Xavier Vallat, decimo di undici figli, crebbe in un ambiente profondamente cattolico. Militò nell'Association catholique de la jeunesse française
 
prima di diventare un simpatizzante del «nazionalismo integrale» dell'Action française dal 1908.
Laureato in lettere, insegnò per due anni al collegio cattolico di Aix-en-Provence; nell'ottobre 1913 fu chiamato al  servizio militare, prese parte alla Grande Guerra e fu ferito una prima volta il 26 agosto 1914. 
Fu poi gravemente ferito durante un combattimento, ferita che gli fece perdere una gamba. 

### L'ex combattente cattolico militante a destra
Nel 1919 fu eletto deputato dell'Ardèche nel gruppo dei ventisette Indipendenti presieduto dal suo mentore, Hyacinthe de Gailhard-Bancel, al fianco di Léon Daudet, che difese anche come avvocato, nel 1923.
Appoggiò per breve tempo Le Faisceau di Georges Valois, vicino in origine all'Action française, poi si allontanò anche dall'Action française dopo la condanna pontificia del 1926. Tuttavia alla fine del 1930 partecipava ad incontri con Charles Maurras (con il quale manterrà dei rapporti fino a dopo la guerra), lodando la sua azione anticomunista e pacifista.
Sconfitto alle elezioni legislative del 1924, militò nella Fédération nationale catholique
 
ed entrò l'anno successivo nel suo comitato esecutivo, divenendo il quarto oratore più importante dell'associazione: difensore dell'insegnamento cattolico partecipò a numerosi congressi diocesani tra il 1925 e il 1939, combattendo la politica anticlericale del Cartello delle sinistre. 
Dal 1928 (quando fu rieletto) al 1935 fu particolarmente attivo nella Ligue franc-catholique e in varie altre istanze antimassoniche: vicepresidente del gruppo parlamentare di Difesa contro la massoneria costituito nel 1934, divenne anche membro del comitato direttivo dell'Unione antimassonica di Francia alla sua fondazione nel 1935. 
Veterano mutilato, membro del comitato direttivo dei Legionari decorati a rischio della vita, aderì nel 1928 alla Croix-de-Feu

poi ruppe con il colonnello de La Rocque nel 1936. 
Difese l'Action française e anche il duca Joseph Pozzo di Borgo contro La Rocque nel 1937. Quando questo cattolico giunse a consigliare il suicidio al capo del Partito sociale francese suscitando un violento scandalo, Vallat si dimise dal comitato direttivo della Fédération nationale catholique, nel dicembre 1937. Difese anche diversi personaggi accusati nell'affare della Cagoule nel 1937-38, come Joseph Darnand o Jacques Corrèze.
Rieletto deputato nel 1928, alle elezioni uninominali, fu rieletto deputato in Ardèche al primo turno delle elezioni del 1932. Fu relatore generale aggiunto della commissione parlamentare che indagava sul caso Stavisky, dimettendosi nel febbraio 1935. Fu ancora rieletto deputato nel 1936 come membro della Fédération républicaine, alla quale aveva aderito nel 1933, divenendone uno dei rappresentanti di spicco.
In tempi in cui l'abilità oratoria era una delle armi più temibili della politica, Vallat fu definito dal suo avversario, Ludovic-Oscar Frossard, nel 1937, «l'oratore più temibile della destra». 
Antisemita, attaccò violentemente Léon Blum (che aveva apostrofato come "sottile talmudista", come "la voix d'Israël " e così via
.
Nel gennaio 1940 fu eletto vicepresidente della Camera, pur ottenendo, tra i sei vicepresidenti, il minor numero di voti (256 su 418).

### L'antisemita al servizio del regime di Vichy

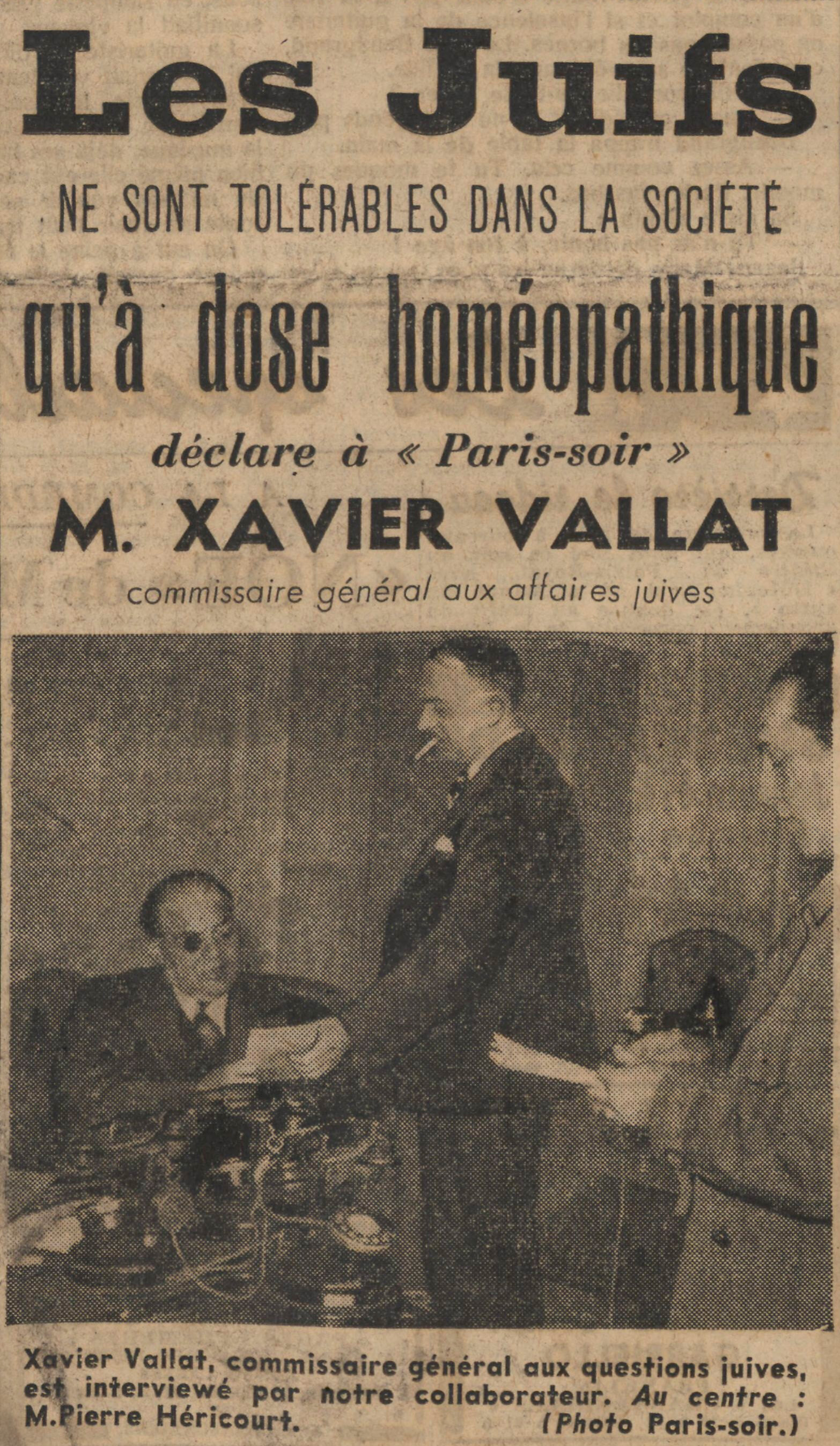
Paris-Soir du 5 avril 1941, Intervista a Xavier Vallat, commissario generale per le questioni ebraiche

Dopo la sconfitta militare del giugno 1940, Xavier Vallat si trasferì con la Camera dei deputati a Vichy. 
Il 6 luglio 1940 firmò con altri diciannove parlamentari una mozione presentata dal deputato Gaston Bergery, che mirava all'instaurazione di un partito unico. Il 9 luglio 1940, votò il progetto di risoluzione relativo alla revisione delle leggi costituzionali e, il giorno successivo, i pieni poteri al maresciallo Pétain.
Inizialmente associato al governo di Vichy come segretario generale ai veterani, e a questo titolo responsabile della Légion française des combattants
, 
nel marzo 1941 Vallat si mise a capo del "Commissariato generale per le questioni ebraiche", e fondò l'"Union générale des israélites de France"
. 
In questo ruolo si circondò di antisemiti provati, come i suoi colleghi avvocati Félix Colmet-Daâge o Robert Castille, il suo ex vice, e di storici membri delle organizzazioni antimassoniche come Louis Darquier de Pellepoix. 
Si deve a Vallat in particolare il secondo statuto degli Ebrei (più restrittivo di quello dell'ottobre 1940 già indurito dal maresciallo Pétain e Pierre Laval) e il loro censimento (2 giugno 1941) nonché la legge del 22 luglio 1941 che organizzava l'appropriazione e la liquidazione dei beni degli ebrei da parte del regime di Vichy. Mal visto dai tedeschi (che gli vietarono di recarsi nella zona occupata) perché si opponeva all'uso della stella gialla, fu sostituito sotto la loro pressione nel maggio 1942 dall'antisemita Louis Darquier de Pellepoix, prima dell'inizio delle deportazioni degli ebrei.
Dal 29 giugno al 19 agosto 1944, su richiesta di Pierre Laval Vallat sostituì Philippe Henriot, dopo l'esecuzione come collaborazionista di quest'ultimo, al microfono di Radio-Paris.

### Il dopoguerra
Vallat fu arrestato il 26 agosto 1944 a Vichy. Trasferito a Parigi, fu incarcerato nel penitenziario di Fresnes in dicembre. Tre anni dopo, nel dicembre 1947, Xavier Vallat fu processato e condannato a dieci anni di reclusione e all'indegnità nazionale a vita dall'Alta Corte di Giustizia.
Tra i testimoni a discarico ebbe Antoine Pinay, l'avvocato Edmond Bloch, il dottor Gaston Nora, di confessione ebraica, che aveva lo aveva operato nel 1918 
.
Xavier Vallat fu trasferito nel carcere di Clairvaux nel marzo 1948. Nel dicembre 1949, beneficiò di una liberazione condizionale con divieto di soggiorno a Parigi decisa dal guardasigilli René Mayer; nel 1952 ritrovò la sua totale libertà di movimento grazie all'intervento di Antoine Pinay, e fu finalmente amnistiato nel 1954.
Dopo la guerra, ridivenne attivamente monarchico, restò profondamente anticomunista, collaborò a diverse pubblicazioni cattoliche e di destra.